# Подлесьна (Сілезьке воєводство)
Подлесьна (пол. Podleśna) — село в Польщі, у гміні Пілиця Заверцянського повіту Сілезького воєводства.
Населення — 46 осіб (2011).
У 1975-1998 роках село належало до Катовицького воєводства.

## Демографія
Демографічна структура станом на 31 березня 2011 року:
|          | Загалом | Допрацездатний вік | Працездатний вік | Постпрацездатний вік |
| -------- | ------- | ------------------ | ---------------- | -------------------- |
| Чоловіки | 29      | 7                  | 17               | 5                    |
| Жінки    | 17      | 3                  | 7                | 7                    |
| Разом    | 46      | 10                 | 24               | 12                   |